# Hamfallow
Hamfallow é uma paróquia e aldeia de Stroud, no condado de Gloucestershire, na Inglaterra. De acordo com o Censo de 2011, tinha 1064 habitantes. Tem uma área de 15,43 km².